# Juana Díaz (Juana Díaz)
Juana Díaz es un barrio-pueblo ubicado en el municipio de Juana Díaz en el estado libre asociado de Puerto Rico. En el Censo de 2010 tenía una población de 3977 habitantes y una densidad poblacional de 3.016,75 personas por km².

## Geografía
Juana Díaz se encuentra ubicado en las coordenadas 18°3′5″N 66°30′24″O / 18.05139, -66.50667. Según la Oficina del Censo de los Estados Unidos, Juana Díaz tiene una superficie total de 1.32 km², de la cual 1.32 km² corresponden a tierra firme y (0.2%) 0 km² es agua.

## Demografía
Según el censo de 2010, había 3977 personas residiendo en Juana Díaz. La densidad de población era de 3.016,75 hab./km². De los 3977 habitantes, Juana Díaz estaba compuesto por el 77.04% blancos, el 12.35% eran afroamericanos, el 0.55% eran amerindios, el 0.1% eran asiáticos, el 7.17% eran de otras razas y el 2.79% pertenecían a dos o más razas. Del total de la población el 99.67% eran hispanos o latinos de cualquier raza.